# Kiwa puravida
A Kiwa puravida a felsőbbrendű rákok (Malacostraca) osztályának tízlábú rákok (Decapoda) rendjébe, ezen belül a jetirákok (Kiwaidae) családjába tartozó faj.

## Előfordulása
A mélytengeri vulkanikusan aktív helyeken, a hidrotermális hasadékokban és szénhidrogén-szivárgásokban (hidegszivárgásokban) él ez a fenéklakó rákfaj. Sziklák, nagyobb kövek alatt és mögött szoktak elrejtőzni a ragadozó életmódot folytató vízi állatok elől.

## Megjelenése
A Kiwa puravida hossza általában 15 cm hosszú, de elérheti a 20 cm hosszúságot is. A potrohon található páncélt kemény külső burok fedi. Lábaikon halványsárga szőrszálak találhatók, melyek Baktériumokat termelnek.

## Életmódja
A Kiwa puravidák csoportosan élnek több ezren a víz alján. A szőrszálakat borító fonalas baktérium kolóniákkal táplálkoznak. A rák a szőrszálait a hidrotermális hasadékok felé teszi, hogy a baktériumoknak több oxigént és tápanyagot biztosítson.

## Felfedezése
Ezt a rákot először 2005 márciusában figyelték meg a Húsvét-sziget közelében a tengerbiológusok egy kutató tengeralattjáró segítségével. A Kiwa puravidát Andrew Thurber, William J. Jones és Kareen Schnabel fedezte fel 2006-ban a Costa Rica partjainál fekvő 1000 méteres tengerfenéken. Neve egy Costa Rica-i spanyol nyelvű mondásból származik, a puravida szó szerint „tiszta élet”-et jelent.

## Fordítás
- Ez a szócikk részben vagy egészben  a   Kiwa puravida című angol Wikipédia-szócikk fordításán alapul.  Az eredeti cikk szerkesztőit annak laptörténete sorolja fel. Ez a jelzés csupán a megfogalmazás eredetét és a szerzői jogokat jelzi, nem szolgál a cikkben szereplő információk forrásmegjelöléseként.